# Rentos de Orchova y Páramos de Moya
Rentos de Orchova y Páramos de Moya este o arie protejată (arie specială de conservare — SAC, sit de importanță comunitară — SCI, arie de protecție specială avifaunistică — SPA) din Spania întinsă pe o suprafață de 6.413,82 ha, integral pe uscat.

## Localizare
Centrul sitului Rentos de Orchova y Páramos de Moya este situat la coordonatele 39°57′59″N 1°11′39″W / 39.9664°N 1.1942°V.

## Înființare
Situl Rentos de Orchova y Páramos de Moya a fost declarat sit de importanță comunitară în decembrie 1997 pentru a proteja 16 specii de animale. Alte tipuri de protecție:
- arie de protecție specială avifaunistică (în iulie 2005)[2]
- arie specială de conservare (în mai 2015)[1][3][4]

## Biodiversitate
Situată în ecoregiunea mediteraneană, aria protejată conține 17 habitate naturale: Pseudostepă cu ierburi și specii anuale de Thero-Brachypodietea, Galerii de Salix alba și de Populus alba, Păduri de pin (sub-) mediteraneene cu pini negri endemici, Pajiști umede mediteraneene cu ierburi înalte de Molinio-Holoschoenion, Pante stâncoase calcaroase cu vegetație casmofită, Păduri endemice cu Juniperus spp., Păduri de pin mediteraneene cu pini mezogeni endemici, Lande oro-mediteraneene cu formațiuni endemice de grozamă, Formațiuni stabile xerotermofile de Buxus sempervirens pe pante stâncoase (Berberidion p.p.), Păduri de Quercus ilex și Quercus rotundifolia, Tufărișuri termo-mediteraneene și de pre-deșert, Matorral arborescenți cu Juniperus spp., Pajiști uscate europene, Stepe sărăturate mediteraneene (Limonietalia), Vegetație gipsofilă iberică (Gypsophiletalia), Galerii și tufărișuri riverane sudice (Nerio-Tamaricetea și Securinegion tinctoriae), Tufărișuri halo-nitrofile (Pegano-Salsoletea).
La baza desemnării sitului se află mai multe specii protejate:
- păsări (12): uliu porumbar (Accipiter gentilis), pescăruș albastru (Alcedo atthis), acvilă de munte (Aquila chrysaetos), buha (Bubo bubo), șorecarul comun (Buteo buteo), șerpar (Circaetus gallicus), șoim călător (Falco peregrinus), vulturul pleșuv sur (Gyps fulvus), Hieraaetus fasciatus, acvilă pitică (Hieraaetus pennatus), vultur egiptean (Neophron percnopterus), silvie de tufiș (Sylvia undata)
- mamifere (1): vidră de râu (Lutra lutra)
- nevertebrate (1): Austropotamobius pallipes
- pești (2): zvârluga (Cobitis taenia), Parachondrostoma turiense

Pe lângă speciile protejate, pe teritoriul sitului au mai fost identificate 6 specii de plante, 1 specie de păsări, 1 specie de mamifere, 5 specii de pești.